# Marco Solari
Marco Solari (ur. ok. 1355 w Caronie, zm. 8 lipca 1405 w Mediolanie) – rzeźbiarz i architekt włoski.

## Życiorys
Pochodził z licznej rodziny architektów i rzeźbiarzy. Był ojcem rzeźbiarzy Filippo, Andrea, Alberto oraz budowniczego i inżyniera Giovanniego. W 1387 r. pracował jako rzeźbiarz i architekt przy budowie Katedry Mediolańskiej, a w 1388 został mianowany inżynierem. Był ważną postacią w czasie zgromadzenia inżynierów i kierowników robót Katedry 8 stycznia 1391. W 1395 razem z Giacomo da Campione wyjeżdża na Jezioro Lugano, aby opracowywać projekt Certosa di Pavia zlecony mu przez władcę Mediolanu Gian Galeazzo Viscontiego. W 1396 r. jest ważną postacią wśród pierwszych architektów tego klasztoru. Na zebraniu w Katedrze Mediolańskiej 15 maja 1401, rozpatrując propozycje różnych architektów zagranicznych, broni projektów i prac wykonanych przez mistrzów lombardzkich i swym autorytetem przechyla szalę na ich stronę.